# Saurornitholestes
Saurornitholestes là một chi khủng long, được Sues mô tả khoa học năm 1978.